# Дејвид Бодаја
Дејвид Аласдер Бодаја (енгл. David Alasdair Boudia; Абилин, 24. април 1989) елитни је амерички скакач у воду и један од најбољих америчких скакача икада чија специјалност су углавном синхронизовани и појединачни скокови са торња са висине од десет метара.
Бодаја је почео да се бави скоковима у воду релативно касно, тек са 11 година, а у репрезентацији Сједињених Држава је од 2005. године. Две године касније осваја прву велику медаљу у каријери, злато на Панамеричким играма 2007. у Рију у конкуренцији синхронизованих скокова са торња. Исте године и у истој дисциплини осваја бронзану медаљу на светском првенству у Мелбурну. И са наредна четири светска првенства кући се враћа са сребрним медаљама у скоковима са торња.
Троструки је амерички олимпијац. Дебитовао је на Олимпијским играма 2008. у Пекингу где се такмичио у обе дисциплине скокова са торња. Четири године касније у Лондону 2012. осваја злато у појединачним, и бронзу у синхронизованим скоковима са торња. До медаље, и то сребрне, долази и на играма у Рију 2016. где је у синхронизованим скоковима са торња његов партнер био Стил Џонсон. У Рију је освојио и сребрну меаљу у појединачним скоковима са торња са укупно 525,25 бодова.